# Rezolucja Rady Bezpieczeństwa ONZ nr 1746
Rezolucja Rady Bezpieczeństwa ONZ nr 1746 została uchwalona 23 marca 2007 podczas 5645. posiedzenia Rady.
Rezolucja stanowi swoisty przegląd najważniejszych wydarzeń ostatnich miesięcy w Afganistanie. Zwraca także uwagę na widoczne w tym kraju problemy, m.in. korupcję w administracji. Jedyną wiążącą prawnie decyzją zawartą w rezolucji jest przedłużenie mandatu misji UNAMA do 23 marca 2008.